# Stazione di Zoetermeer
Zoetermeer, è la stazione ferroviaria principale della città di Zoetermeer, Paesi Bassi. È una stazione di superficie passante a due binari sulla ferrovia Gouda-L'Aia.